# Scymnus impletus
Scymnus impletus är en skalbaggsart som beskrevs av Gordon 1976. Scymnus impletus ingår i släktet Scymnus och familjen nyckelpigor. Inga underarter finns listade i Catalogue of Life.